# Alexis Nihon
Alexis Louis Nihon (Luik, 15 mei 1902 – Nassau, 8 april 1980) was een Belgisch zakenman die in Canada fortuin maakte en een zakenimperium opstartte.

## Biografie
Alexis Nihon werd geboren in Luik als zoon van Alexis Laurent Nihon en Marie Florentine Thiry en verhuisde naar Canada toen hij achttien jaar oud werd. Hij had een opleiding als slachter en startte ook als slachter in Canada. Maar hij solliciteerde voor een functie als verkoper, waarin hij zich snel kon bewijzen.
In 1940 begon hij met zijn eigen glasfabriek, de Compagnie industrielle du verre limitée (Industrial Glass Works Company Limited) in Saint-Laurent, een van de arrondissementen van Montréal in Québec; het was een van de weinige fabrikanten van het Canadese glas tijdens de Tweede Wereldoorlog. Nihon verkocht het bedrijf later in de jaren veertig. In 1946 begon hij "Corporation Alexis Nihon" (vandaag "Alexis Nihon REIT") dat zou uitgroeien tot een van de grootste immobiliëngroepen van Canada.
Hij was getrouwd met Alice Robert Nihon. Ze kregen vijf kinderen. In 1947 kwamen twee van zijn jonge dochters en twee andere vrouwen om in een gasexplosie op hun jacht, waarbij zijn vrouw gewond raakte. In 1977 werd hij door koningin Elizabeth II persoonlijk verheven tot officier in de Orde van het Britse Rijk (OBE). Hij stierf in zijn huis in Nassau op de Bahama's in 1980.
Naast in de bedrijfsnaam van Alexis Nihon REIT (Real Estate Investment Trust) leeft zijn naam voort in Saint-Laurent als naam voor een grote residentiële/commerciële verkeersader, de Alexis Nihon Boulevard en het Alexis-Nihonpark, en in de gemeente Westmount, ook bij Montréal, met het Alexis Nihon-winkelcentrum. Dat winkelcentrum werd gebouwd op een van zijn verschillende stukken land die hij verhuurde aan ontwikkelaars.